# Pinterest
Pinterest е социален сайт за споделяне на снимки от типа табло за обяви (на английски: Pinboard). Услугата позволява на потребителите да споделят и управляват тематични изображения. Мисията на сайта е да свърже всички хора по света чрез интересни неща. Pinterest се управлява от компанията Cold Brew Labs и екипа ѝ, базиран в Пало Алто, Калифорния. Основател на сайта е Ben Silbermann от Западен Де Мойн, Айова.

## Какво е Pinterest
В Pinterest потребителите имат възможност да колекционират снимки, видео и друго мултимедийно съдържание, организирано в т. нар. табла (boards).
На тези табла се закачат снимки, видео и други материали, намерени в интернет. Чрез опцията PIN, потребителят добавя в профила си намереното съдържание, категоризирано под формата на табла. Има възможност да се следват други потребители, да се споделя и коментира, както и да се отбелязват потребители.
Има възможност да се получава актуализация в реално време за редакциите на други потребители, които потребителя следи. Пиновете могат да се споделят във Facebook.
Pinterest съчетава два от най-атрактивните елемента на социалните медии – визуално съдържание и споделяне на харесваното.

### За Pinterest и бизнеса
Поради огромната си и все по-нарастваща популярност Pinterest е място за правене на бизнес. Чрез Pinterest потребителите могат да рекламират и насърчават своя бизнес, по подходящ и изобретателен начин. Pinterest дава възможност да се намерят хора с подобни интереси и вкус, като се разглеждат визуално споделените PIN-ове.
За собствениците на онлайн бизнес, Pinterest е мощно средство за създаване на back-линкове. Всяко PIN-ване от даден сайт се изобразява заедно с връзката към него.